# Stadt Graz – Historisches Zentrum und Schloss Eggenberg

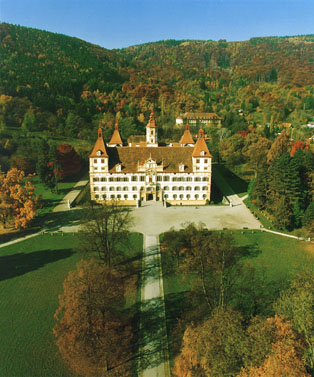
Schloss Eggenberg mit Park und Wald, mit Stadtberg und Stadtgarten

Stadt Graz – Historisches Zentrum und Schloss Eggenberg ist der Name des UNESCO-Welterbes von Graz, der Landeshauptstadt der Steiermark in Österreich. Es umfasst die Grazer Altstadt (Lage) und Schloss Eggenberg (Lage).

## Schutzziel
„Historischer Stadtkern und Schloss Eggenberg sind das Spiegelbild einer Jahrhunderte langen Verbindung von künstlerischen und architektonischen Bewegungen, die ihren Ursprung im deutschen und mediterranen Raum und am Balkan fanden. Erscheinungsbild von Stadt und Schloss lassen deren gemeinsame historische und kulturelle Entwicklung deutlich ablesen und bilden das außergewöhnliche Beispiel einer harmonischen Integration der architektonischen Stile aufeinander folgender Epochen.“

Graz ist in zwei Klassen eingetragen, in der der Güter, die „Entwicklung von Architektur […], der Großplastik, des Städtebaus“ aufzeigen (Kriterium 2), und derer, die ein „hervorragendes Beispiel eines Typus von Gebäuden, architektonischen […] Ensembles“ darstellen, und so „einen oder mehrere bedeutsame Abschnitte der Geschichte der Menschheit versinnbildlichen“ (Kriterium 4).
In seiner Gesamtheit gilt das Stadtbild als ausnehmend unversehrt, auch im Weitblick. Der Bogen der Architektur spannt sich von Gotik bis zum 21. Jahrhundert, das mit dem Kunsthaus Graz, dem „Friendly Alien“ (Peter Cook, Colin Fournier, 2003) besonders repräsentativ vertreten ist. Eine Eigentümlichkeit ist die Dachlandschaft von Graz, die in ihrer durchwegs bewusst farbschattierten roten Ziegeldeckung der kleinflächigen Satteldächer die Geschlossenheit des Ensembles noch betont.
Durch seinen Stadtberg, den Schloßberg, der mit dem Uhrturm auch das Wahrzeichen der Stadt trägt, ist das Stadtbild auch direkt aus der Luftperspektive erfahrbar. Mit Schloss Eggenberg, dem Sitz der Eggenberger und Herberstein, in Ergänzung zum herzoglich steiermärkisch-innerösterreichischen Stadtkern, stellt sich Graz in der Gesamtheit der Wurzeln seiner Stadtentwicklung dar.

„Graz hat im Vergleich zu anderen Städten Europas in vergleichbarer Größe seine städtebauliche Struktur und reiche, in Jahrhunderten entwickelte Bausubstanz einschließlich der Dachlandschaft erstaunlich gut erhalten.“

## Umfang und Geschichte
Ursprünglich wurde 1999 als Stadt Graz – Historisches Zentrum das Welterbe in den Grenzen des Stadtbezirks Innere Stadt und Teilen von Gries und Lend am anderen Murufer definiert.
Die Kernzone eines Welterbes ist vom eigentlichen Schutz direkt betroffen. Sie erstreckt sich entlang jener Linie, die der alten Grazer Stadtmauer nachfolgt: das ist (gegen den Uhrzeigersinn) Mur – Kaiserfeldgasse – Opernring – Burgring – Parkring – der Gipfel des Schloßbergs und zur Mur zurück. Am rechten Murufer verläuft die Zonengrenze nördlich der Murinsel – Ökonomiegasse – und der Rückseite der stadtauswärtigen Häuserzeile Mariahiferstraße – Griesgasse – und am Nikolaiplatz zur Mur.
Die Pufferzone eines Welterbes soll einen Umgebungsschutz ermöglichen. In Graz umfasst diese altstadtseitig den Raum des ehemaligen Glacis (des Vorfelds der Stadtmauer), also die Linie Radetzkystraße – Jakominiplatz – Gleisdorfer Gasse – Glacisstraße um den Stadtpark – Parkstraße – Wickenburggasse, unter Einschluss der bewaldeten Nordflanke der Schloßbergs. Mur-rechtsseitig umfasst sie das Andräviertel und die Häuser bis zur Grenze Griesplatz – Radetzkybrücke. Im Managementplan 2007 wurde geplant, die Pufferzone auch auf den ganzen Franz-Josefs-Kai und das südliche Lendviertel auszudehnen, bis zur Keplerstraße – Volksgartenstraße, den Lendplatz eingeschlossen.
Mit der Erweiterung 2010 um das Schloss Eggenberg, das sich am Fuß des Plabutsch im Westen der Innenstadt befindet, besteht die Möglichkeit auf eine Ergänzung des Schutzbereichs. Der zweite Teil des Kernbereichs umfasst das Schloss mit Park und Allee. Die Pufferzone verläuft an der Algersdorfer Straße um das Bad Eggenberg und das ASKÖ-Stadion – das LKH/UKH sind ausgespart – nach Alteggenberg, und – umfangreiche Waldungen am Plabutsch (Grabenwald) einschließend – über Eckerstraße – Karl-Morre-Straße wieder zurück.
Dieser Teil liegt im Stadtbezirk Eggenberg (bzw. der Katastralgemeinde Algersdorf). Die neue Zone erweitert das Schutzspektrum um einen großen urbanen Freiraum. Außerdem zählt der gesamte Straßenzug Annenstraße/Stauchergasse – Eggenberger Straße zur Pufferzone, womit die historische Querachse der Stadt ebenfalls unter Schutz gestellt ist. Wegen der stadtplanerischen Bedeutung dieser Maßnahme wurde für die Verhandlungen mit der UNESCO der Landschaftsarchitekt Hal Moggridge zu Rate gezogen, mit besonderer Unterstützung des ICOMOS, der internationalen Denkmalschutzorganisation.

## Ausschilderung
Im Bereich des Weltkulturerbes werden Straßenschilder und Hausnummerntafeln gemäß der Verordnung des Grazer Stadtsenates vom 19. Oktober 2001 in einem speziellen UNESCO-Design ausgeführt.

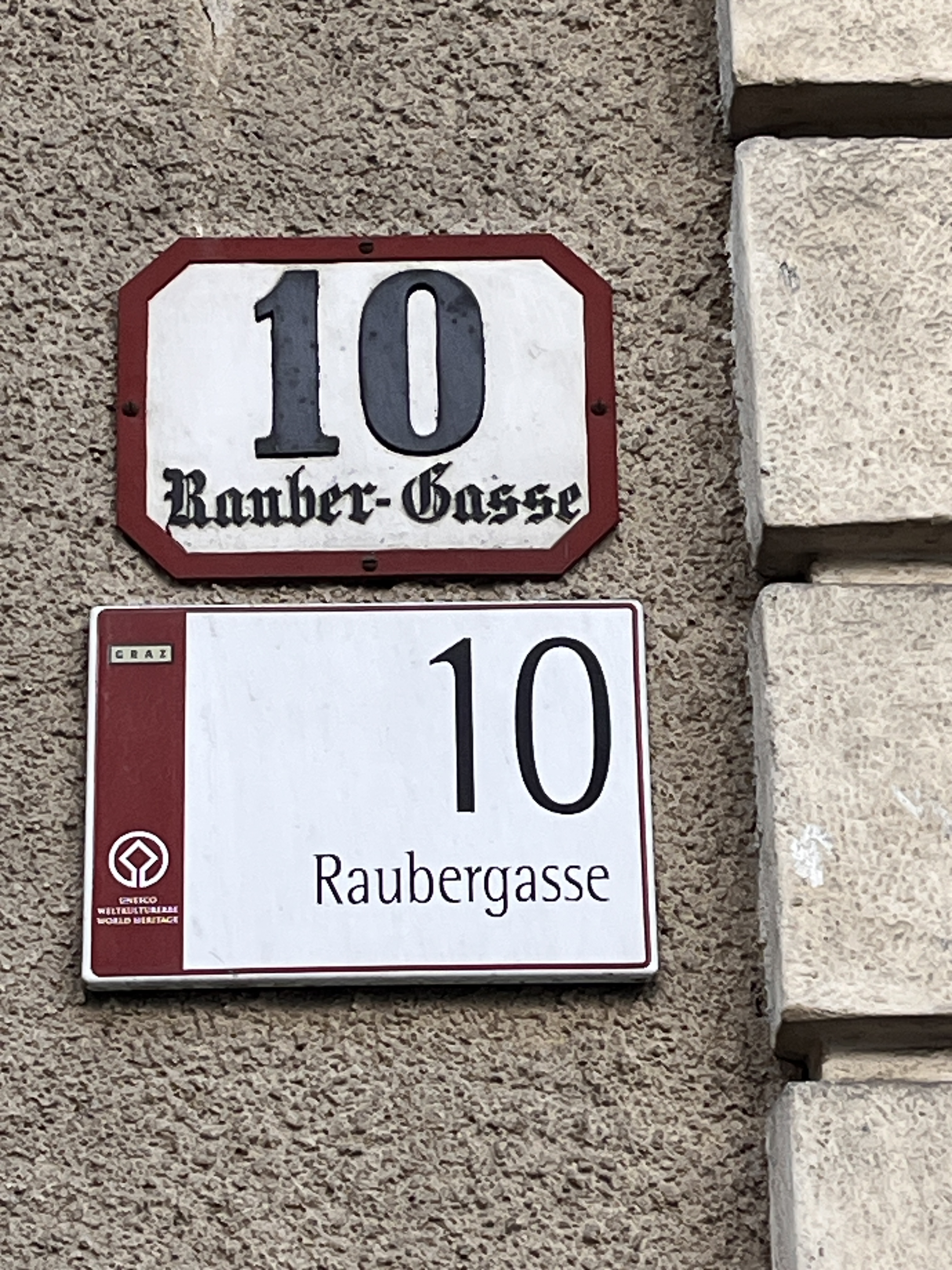
Neue Grazer Hausnummer aus dem Stadtzentrum im Welterbedesign neben einer alten aus dem 19. Jahrhundert.

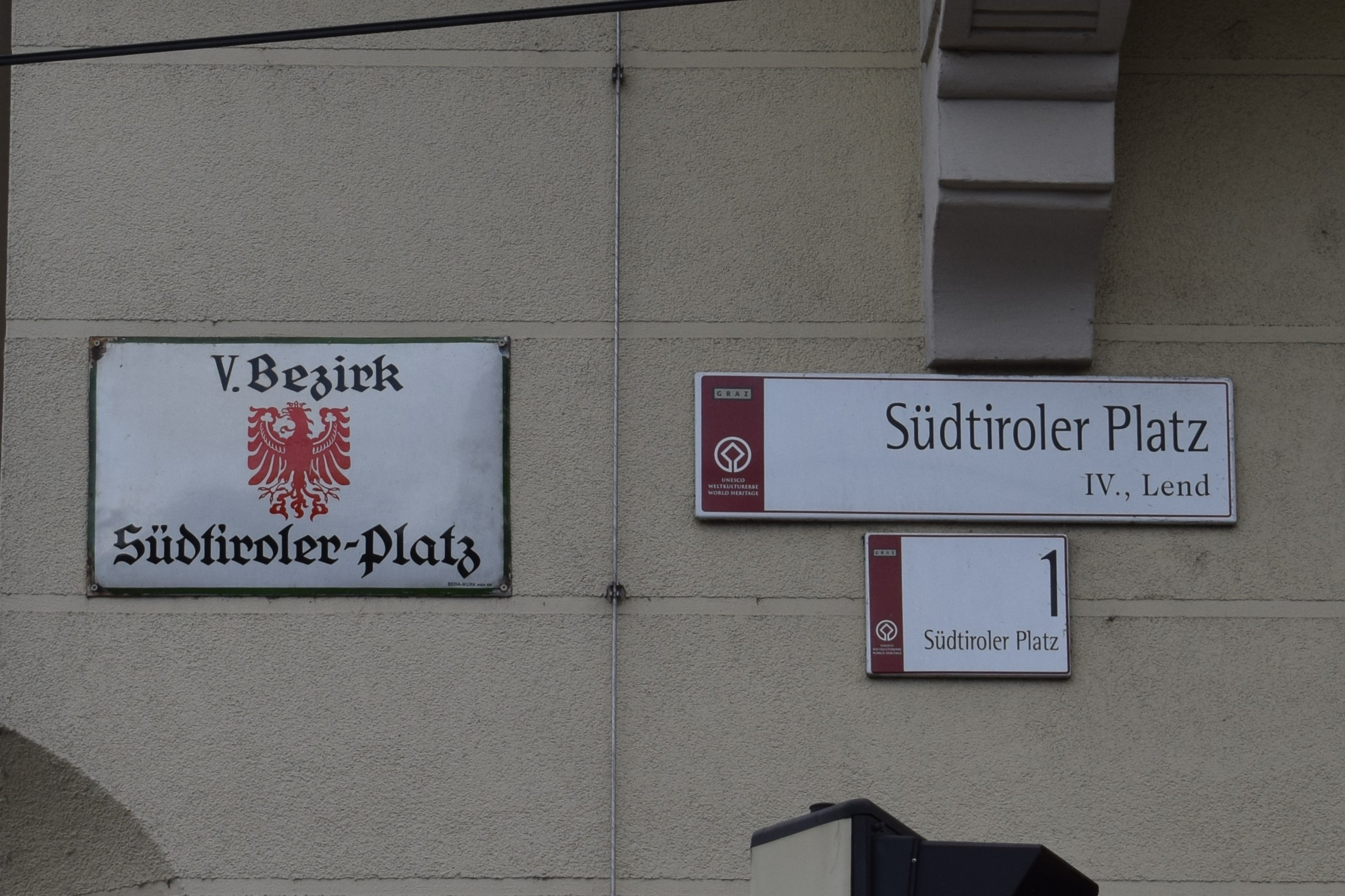
Welterbe-Straßenschild neben einem 1928 eigens für den Südtiroler Platz in Graz angefertigten Schild (links).